# Jesus von Nazareth (Film)
Jesus von Nazareth (Originaltitel: Gesù di Nazareth) ist eine Bibelverfilmung des italienischen Regisseurs Franco Zeffirelli aus dem Jahr 1977. Er verfilmte die Lebens- und Leidensgeschichte Jesu in Zusammenarbeit mit dem britischen Fernsehproduzenten Sir Lew Grade.

## Handlung
Der Film erzählt von der Geburt, dem Leben und Wirken und dem Tod und der Auferstehung von Jesus von Nazareth. Er orientiert sich im Wesentlichen an den Evangelien des Lukas und Johannes, enthält aber auch fiktive Szenen. Die Fernsehproduktion ist in vier Teile gegliedert:
- Teil 1: Geburt und Jugend
- Teil 2: Wunder und Zeichen
- Teil 3: Einzug in Jerusalem
- Teil 4: Tod und Auferstehung

Die Originalfassung des Films, in englischer Sprache, ist in drei Teile zu etwa 90 Minuten und einen Teil zu etwa 105 Minuten unterteilt. Die deutsche Fassung ist gegenüber der Originalfassung leicht gekürzt: jeder Teil dauert knapp 90 Minuten.

## Produktion
Gedreht wurde in Marokko und in Tunesien. Produziert wurde der Film von der britischen ITC Entertainment und der italienischen Rundfunkanstalt RAI. Mit einer Gesamtlänge von über sechs Stunden ist Zeffirellis Jesus von Nazareth einer der längsten Bibelfilme.
Der Film wird mit allen Teilen regelmäßig auf Bibel TV ausgestrahlt.

## Kritiken
„Der biblische Stoff wurde mit spürbarem Respekt inszeniert, leidet letztlich aber an der mangelnden geistig-geistlichen Vertiefung. Schöne Stars und Show-Arrangements dominieren, Erbaulichkeit schiebt sich vor heilsame Beunruhigung. Nichtsdestotrotz im ganzen ein beachtlicher Film.“

„Aufwändige Inszenierung des Leben Jesu, die sich weitgehend an die Evangelien hält und neben schönen Bildern auch Respekt vor dem biblischen Stoff zeigt.“

„Der Film verlangt vom Zuschauer vor allem viel Geduld. Wenn man sich aber darauf einlässt, ist es durchaus der Mühe wert: Sehr ausführlich wird das Wirken von Jesus dargestellt und sehr sorgfältig der Zusammenhang mit der Heiligen Schrift und den damaligen politischen Strömungen hergestellt. Alle wichtigen Personen haben ausführliche und in der Regel auch sehr lebendige Dialoge, wodurch sie genauer als in den meisten anderen Jesus-Filmen charakterisiert werden und man als Zuschauer auch besser versteht, wie die Leute damals dachten, welche Erwartungen und Befürchtungen sie hatten – und warum sie Jesus folgten oder eben bekämpften.“

## Kontroverse
Bereits vor seiner Veröffentlichung wurde die Produktion von protestantischen Fundamentalisten angegriffen. Einer der Wortführer war Bob Jones III, Präsident der Bob Jones University in South Carolina. Zeffirelli hatte in einem Interview mit Modern Screen gesagt, dass der Film Jesus als einfachen und normalen Menschen porträtiere. Jones witterte darin eine Interpretation, die Jesu Göttlichkeit, die er nach dem christlichen Glauben habe, infrage stellte. Ohne den Film gesehen zu haben, denunzierte Jones ihn als Gotteslästerung. Anhänger schickten 18.000 Briefe an General Motors, das sich mit drei Millionen Dollar an dem Film beteiligt hatte. GM zog sich daraufhin vom Sponsoring zurück. Auch Procter and Gamble waren mit einer Million Dollar an dem Film beteiligt.

## Casting-Hintergründe
- Im Gespräch für die Rolle des Jesus waren auch Al Pacino und Dustin Hoffman.
- Zeffirelli wollte zunächst Elizabeth Taylor in der Rolle der Maria Magdalena. Doch Taylor wurde krank, der Part ging an Anne Bancroft, die auf einen Teil ihrer Gage verzichtete.
- Pontius Pilatus hätte zunächst Marcello Mastroianni verkörpern sollen, doch Mastroianni empfand die angebotene Gage von 30.000 Dollar als zu gering; Rod Steiger wurde verpflichtet.
- Die Rolle der Maria hätte zunächst aufgeteilt werden sollen; Zeffirelli wollte ein unbekanntes marokkanisches Mädchen in der Rolle der jungen Maria und Irene Papas in der Rolle der alten Gottesmutter. Bevor Olivia Hussey die Rolle tatsächlich bekam, war auch die Französin Maria Schneider im Gespräch, die das Rollenangebot ablehnte. Als der Film später ein Erfolg wurde, bereute Schneider die Entscheidung.[3]

## Hintergrund
- Die Dreharbeiten fanden von September 1975 bis Mai 1976 statt.
- In Großbritannien sahen 21 Millionen Zuschauer die Premiere, in den USA 90 Millionen.
- Olivia Hussey, die Darstellerin der Maria, war in der Szene, in der Robert Powell (Jesus) am Kreuz hing, jünger als ihr Filmsohn. Sie war 26, er 33.
- Zunächst sollte Ian McShane Jesus verkörpern, und Robert Powell Judas. Doch nach einigen Szenen bemerkte Franco Zeffirelli über Powell: „Wenn Judas solche Augen gehabt hätte, welche Präsenz hätte dann erst Christus gehabt!“ Die Rollen wurden daraufhin getauscht.
- Der Film hält bis heute einen Rekord: In nur einem Fernsehfilm – obgleich er vier Teile hat – wirken sechs Schauspieler mit, die zum Zeitpunkt der Dreharbeiten (1975/76) bereits Oscarpreisträger waren (Anne Bancroft, Ernest Borgnine, Laurence Olivier, Anthony Quinn, Rod Steiger, Peter Ustinov), sowie weitere sechs Schauspieler, die zumindest für den Oscar nominiert waren (Ian Bannen, Valentina Cortese, Ian Holm, James Earl Jones, James Mason, Ralph Richardson). Christopher Plummer erhielt erst nach Jesus von Nazareth einen Oscar, auch James Earl Jones wurde erst nach der Produktion des Films mit einem Ehrenoscar geehrt.
- Donald Pleasence, der Darsteller des Melchior – eines der Heiligen drei Könige – spielte in der 1963 gedrehten Bibelverfilmung Die größte Geschichte aller Zeiten die Rolle des Satans.
- In den Kulissen des Filmes wurde kurze Zeit später die legendäre Monty-Python-Produktion Das Leben des Brian gedreht.
- Martin Hirthe, der Synchronsprecher von Rod Steiger (Pontius Pilatus), sprach in der deutschen Fassung von Die größte Geschichte aller Zeiten ebenfalls Pontius Pilatus, der jedoch von Telly Savalas verkörpert wurde.
- Lutz Mackensy, der Synchronsprecher von Robert Powell (Jesus von Nazareth), sprach in der deutschen Fassung von Die letzte Versuchung Christi ebenfalls den Sohn Gottes, der jedoch von Willem Dafoe verkörpert wurde.
- In der italienischen Fassung des Films wird Robert Powell als Jesus vom Schauspieler und Synchronsprecher Pino Colizzi synchronisiert. Colizzi stellt jedoch auch den, im Film von Jesus aus gesehen, linken Schächer am Kreuz namens Joah dar. So kommt es, dass in der italienischen Fassung in der Szene der Kreuzigung Pino Colizzi (als Joah) mit Pino Colizzi (als Synchronstimme von Jesus) spricht.

## Auszeichnungen
Zeffirellis Jesus von Nazareth wurde vom Nationalen Verband der Filmjournalisten Italiens mit dem Nastro d’Argento (Silbernes Band) in drei Kategorien prämiert. Außerdem wurde die Produktion für den wichtigsten britischen Film- und Fernsehpreis BAFTA in fünf Kategorien sowie beim wichtigsten US-amerikanischen Fernsehpreis Emmy in zwei Kategorien nominiert.
Nastro d’Argento 1978
- Beste Ausstattung
- Beste Kamera
- Beste Kostüme

British Academy Film Award 1978, nominiert in den Kategorien:
- Bester Fernsehdarsteller (Robert Powell)
- Bestes Fernsehdrehbuch
- Beste Kamera – Fernsehen
- Bester Schnitt – Fernsehen
- Bester Ton

Emmy 1978, nominiert in den Kategorien:
- Bestes Drama/Komödie
- Bester Nebendarsteller – Komödie/Drama (James Farentino)

## Synchronisation
- Jesus Christus: Lutz Mackensy
- Herodes der Große: Hans Dieter Zeidler
- Joseph: Hans-Werner Bussinger
- Maria: Susanna Bonasewicz
- Johannes der Täufer: Thomas Danneberg
- Kaspar: Heinz Petruo
- Melchior: Friedrich W. Bauschulte
- Balthasar: Heinz-Theo Branding
- Herodes Antipas: Horst Schön
- Judas Ischarioth: Ulrich Gressieker
- Simon Petrus: Klaus Sonnenschein
- Philippus: Lutz Riedel
- Andreas: Joachim Kerzel
- Johannes: Joachim Tennstedt
- Levi Matthäus: Joachim Kemmer
- Thomas: Norbert Gescher
- Der Zenturio: Horst Niendorf
- Maria Magdalena: Barbara Ratthey
- Joseph von Arimathäa: Friedrich Schoenfelder
- Nikodemus: Ernst Wilhelm Borchert
- Zerah: Friedrich Georg Beckhaus
- Kaiphas: Gottfried Kramer
- Pontius Pilatus: Martin Hirthe
- Quintilius: Norbert Langer
- Elisabeth: Hallgerd Bruckhaus
- Jehuda: Joachim Nottke
- Herodias: Dagmar Altrichter
- Barabbas: Michael Chevalier
- Die Ehebrecherin: Andrea Brix
- Anna: Inge Landgut
- Der blinde Mann: Dietrich Frauboes
- Simon der Zelot: Michael Nowka
- Simon der Pharisäer: Toni Herbert
- Habbakuk: Joachim Nottke
- Simeon: Gerhard Schinschke
- Jesus als Kind: Peter Altmann

## DVD-Veröffentlichung
Bereits seit 2004 gibt es den Film auf DVD zu beziehen. In dieser ersten DVD-Fassung wurden alle Teile so präsentiert, wie sie auch im deutschen Fernsehen gezeigt wurden. Die entsprechenden geschnittenen Szenen werden in dieser Fassung als Extras angeführt.
2012 wurde Jesus von Nazareth mit digital aufbereiteten Bild und Ton sowie einem neuen Design des DVD-Schubers neu veröffentlicht. Diese Fassung wird als ungekürzte Fassung beworben, da die geschnittenen Szenen nun Teil der Filme sind. Diese Szenen wurden nicht synchronisiert, sondern mit deutschen Untertiteln versehen. Allerdings wurden aus nicht genannten Gründen in dieser Fassung der Miniserie, im vierten Teil, eineinhalb Szenen im Ausmaß von zirka sieben Minuten geschnitten, die seit 1977 Teil der deutschen Fassung und auch somit auch synchronisiert waren. Dabei handelt es sich zum einen um jene Szene, in der Zerah Judas überreden kann, Jesus an den Hohen Rat auszuliefern. Zum anderen fehlt in dieser Fassung des Films die erste Hälfte des Letzten Abendmahls, in der Jesus Petrus auf dessen Verleugnung aufmerksam macht und in der Jesus mit Judas das Brot in dieselbe Schüssel taucht.
Der deutsche Regisseur Michael David Pate veröffentlichte 2018 eine auf zwei Stunden gekürzte und farbtechnisch bearbeitete Fassung im 16:9-Bildformat, das die Rahmenhandlung nicht enthält.